# ロールプレイング (オーイシマサヨシの曲)
『ロールプレイング』は、オーイシマサヨシの7作目のシングル。2021年4月21日にポニーキャニオンより発売された。

## 概要
前作『世界が君を必要とする時が来たんだ/英雄の歌』以来約10か月ぶり、6thシングル『インパーフェクト』と同時リリースされたシングルである。表題曲の「ロールプレイング」は、テレビアニメ『ドラゴン、家を買う。』のオープニングテーマになっており、2021年4月5日に先行配信リリースされた。カップリング曲の「キンカンのうた2020」は、2020年7月20日にデジタル配信限定シングルとしてリリースされたキンカンのCMイメージソングになっている楽曲で、CD初収録となった。
2021年1月5日に開催したオンラインワンマンライブ『世界が君を必要とする時が来たんだ』にて本作に関する情報が初公開された。同年3月5日に公開されたアニメ『ドラゴン、家を買う。』の予告編PV第3弾にて表題曲の一部が解禁された。
通常盤とアニメジャケット盤の2形態で発売された。通常盤のジャケットは、オーイシ自身がかつてアルバイトをしていたデリバリーピザ屋「ラジャヴェッタ」の制服を着用し撮影されたものである。
2021年9月6日には、スマートフォン向けリズムゲームアプリ「D4DJ Groovy Mix」に表題曲が原曲で追加された。

## 収録曲
| #         | タイトル                              | 作詞            | 作曲            | 編曲              | 時間  |
| --------- | ------------------------------------- | --------------- | --------------- | ----------------- | ----- |
| 1.        | 「ロールプレイング」                  | 大石昌良        | 大石昌良        | 大石昌良          | 3:42  |
| 2.        | 「キンカンのうた2020」                | 服部正 大石昌良 | 藤浦洸 大石昌良 | 扇谷研人 大石昌良 | 3:32  |
| 3.        | 「ロールプレイング (TV edit.)」       |                 |                 |                   | 1:36  |
| 4.        | 「ロールプレイング (Instrumental)」   |                 |                 |                   | 3:42  |
| 5.        | 「キンカンのうた2020 (Instrumental)」 |                 |                 |                   | 3:29  |
| 合計時間: | 合計時間:                             | 合計時間:       | 合計時間:       | 合計時間:         | 16:01 |

## ミュージック・ビデオ
ロールプレイング
監督 安井塑宇
オーイシが実際にアルバイトしていたピザ屋の制服を着用し、演じたドラマ仕立ての映像となっている。